# Kawasaki Ki-96
Il Kawasaki Ki-96 (川崎 キ-96?) fu un caccia pesante monoposto bimotore, monoplano ad ala bassa, sviluppato dall'azienda aeronautica giapponese Kawasaki Kōkūki Kogyo, divisione aeronautica della Kawasaki Jūkōgyō KK, nei primi anni quaranta e rimasto allo stadio di prototipo.
Evoluzione monoposto del precedente multiruolo Kawasaki Ki-45, venne proposto senza successo all'Esercito imperiale giapponese e il suo sviluppo venne interrotto dopo soli tre esemplari costruiti.

## Storia del progetto
Il successo ottenuto con il Ki-45 esortò la Kawasaki ad avviare, dall'agosto 1942 e su iniziativa privata, una sua evoluzione. L'ufficio tecnico, supervisionato dall'ingegnere Takeo Doi, elaborò un progetto destinato al ruolo di caccia pesante che riproponeva l'impostazione del suo predecessore, cellula biposto con velatura monoplana ad ala bassa sulla quale erano alloggiati, in apposite gondole, una coppia di motori radiali ma dalla maggior potenza disponibile.
Nel dicembre 1942 il Kōkū Hombu, il dipartimento tecnico del quartier generale dell'Esercito imperiale, espresse il suo interesse per il nuovo velivolo tuttavia nel sottoscrivere il contratto di fornitura, come da consuetudine per tre prototipi da avviare a prove di valutazione, richiese all'azienda di completare il modello come caccia monoposto. Il primo prototipo, ricavato dalla conversione di una cellula di produzione in serie e indicato inizialmente Ki-45 II, pur integrando una cabina di pilotaggio con il solo posto per il pilota, conservava le dimensioni e il tettuccio allungato della versione biposto. In questa configurazione venne portato in volo per la prima volta nel settembre 1943, seguito dai successivi due prototipi modificati con abitacolo e tettuccio di dimensioni ridotte.
Nonostante durante le prove in volo avesse dimostrato di possedere prestazioni superiori alle stime e una eccellente maneggevolezza, l'esercito modificò nel frattempo le sue esigenze optando nuovamente per un modello da caccia biposto, di conseguenza lo sviluppo del Ki-96 venne interrotto. L'esperienza acquisita venne tuttavia riutilizzata nella realizzazione del successivo biposto Ki-102, modello che integrava nel disegno ala e impennaggio di coda del Ki-96.

## Utilizzatori
Giappone
- Dai-Nippon Teikoku Rikugun Kōkū Hombu

esclusivamente in prove di valutazione.